# Lleganya

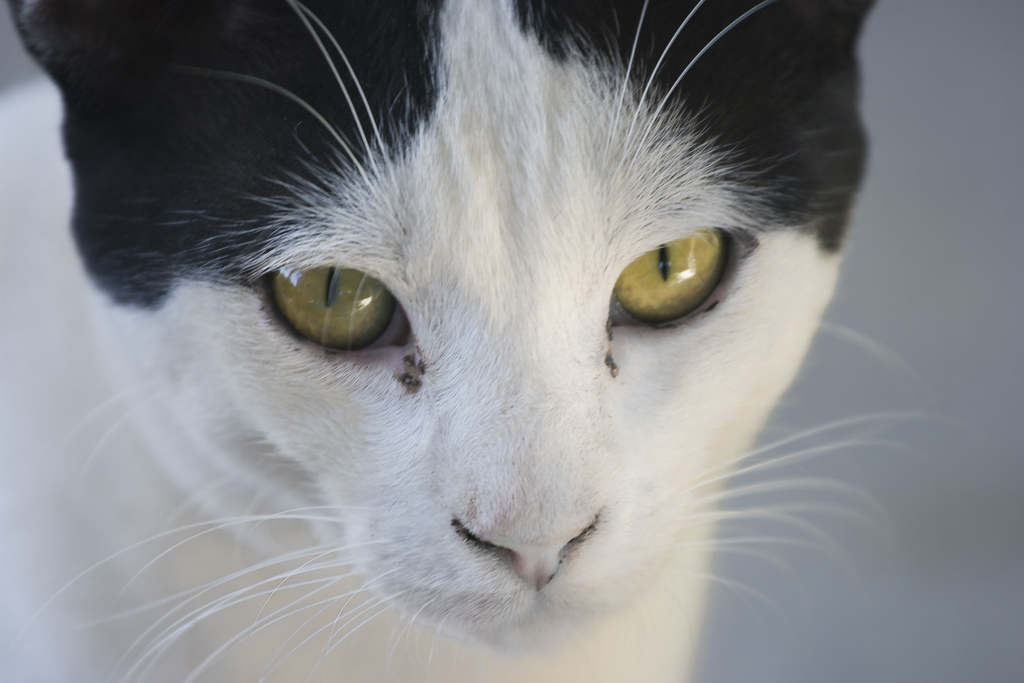
Lleganyes als ulls d'un moix

Les lleganyes o llaganyes (forma del català occidental i etimològica) són una secreció de moc cristal·litzat barrejada amb altres substàncies (llàgrimes, cèl·lules de sang, cèl·lules epitelials mortes de les pestanyes, i pols), que apareix a la comissura de les parpelles en despertar, com a resultat de la secreció de l'ull. Es creu que la seva funció és ajudar a mantenir les parpelles tancades mentre es dorm.
Normalment, en parpellejar s'elimina aquesta substància amb les llàgrimes. No obstant això, en no realitzar-se aquesta funció mentre es dorm, es creen petites quantitats d'humor aquós en les còrnies dels ulls, fins i tot en persones saludables, especialment els nens. Tot i així, la formació de grans quantitats d'escorça o la presència de pus en les lleganyes podria ser símptoma d'un ull sec o altres infeccions oculars més serioses com la conjuntivitis o la queratitis.
Les persones joves i adultes poden treure's lleganyes rentant-se amb aigua o simplement fregant-se amb els dits (preferiblement nets). No obstant això, en els nens es pot donar el cas que la formació excessiva de lleganyes impedeixi fins i tot obrir els ulls després de despertar, sense abans rentar-se amb aigua. Nadons o persones sota cures poden necessitar ajuda per treure-se-les, encara que un bon mètode és usar camamilla temperada.